# Palais Bobula
Le palais Bobula (en hongrois : Bobula-palota) est un édifice situé dans le 6e arrondissement de Budapest. Il est le siège du Centre Yonus Emre, centre culturel turc de Hongrie.